# Vila Maria
Vila Maria es un municipio brasileño del estado de Rio Grande do Sul.
Se encuentra ubicado a una latitud de 28º32'05" Sur y una longitud de 52º09'13" Oeste, estando a una altitud de 455 metros sobre el nivel del mar. Su población estimada para el año 2004 era de 4231 habitantes. Ocupa una superficie de 184,72 km².
- Datos: Q1784456
- Multimedia: Vila Maria (Rio Grande do Sul) / Q1784456